# Šimljana
Šimljana is een plaats in de gemeente Berek in de Kroatische provincie Bjelovar-Bilogora. De plaats telt 124 inwoners (2001).